# Kwidzyn
Kwidzyn (Nederlands: Mariënwerder; Duits: Marienwerder) is een stad in het Poolse woiwodschap Pommeren, gelegen in de powiat Kwidzyński. De oppervlakte bedraagt 21,82 km², het inwonertal 37.927 (2005).

## Geschiedenis

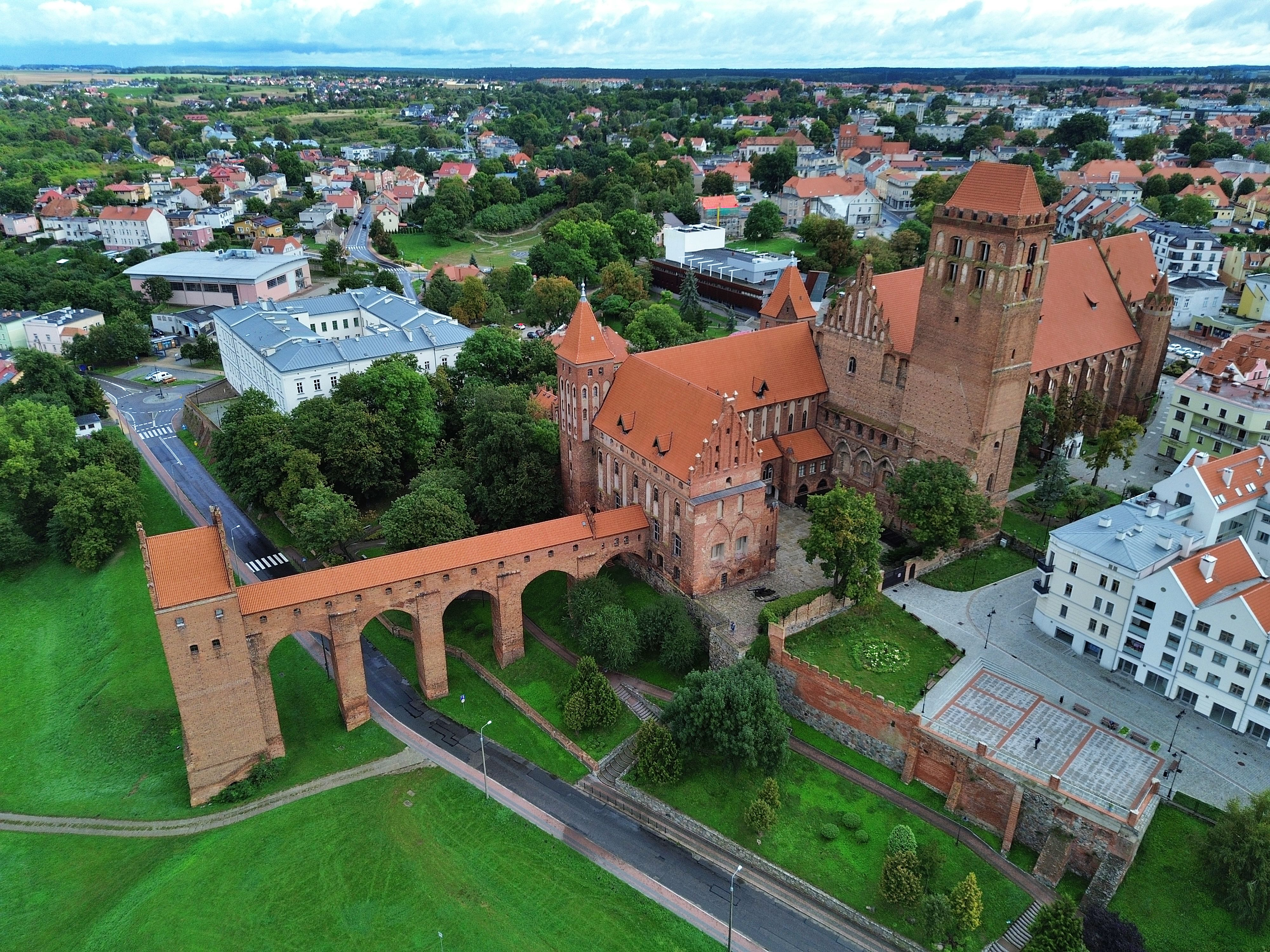
Slot Marienwerder, Kwidzyn

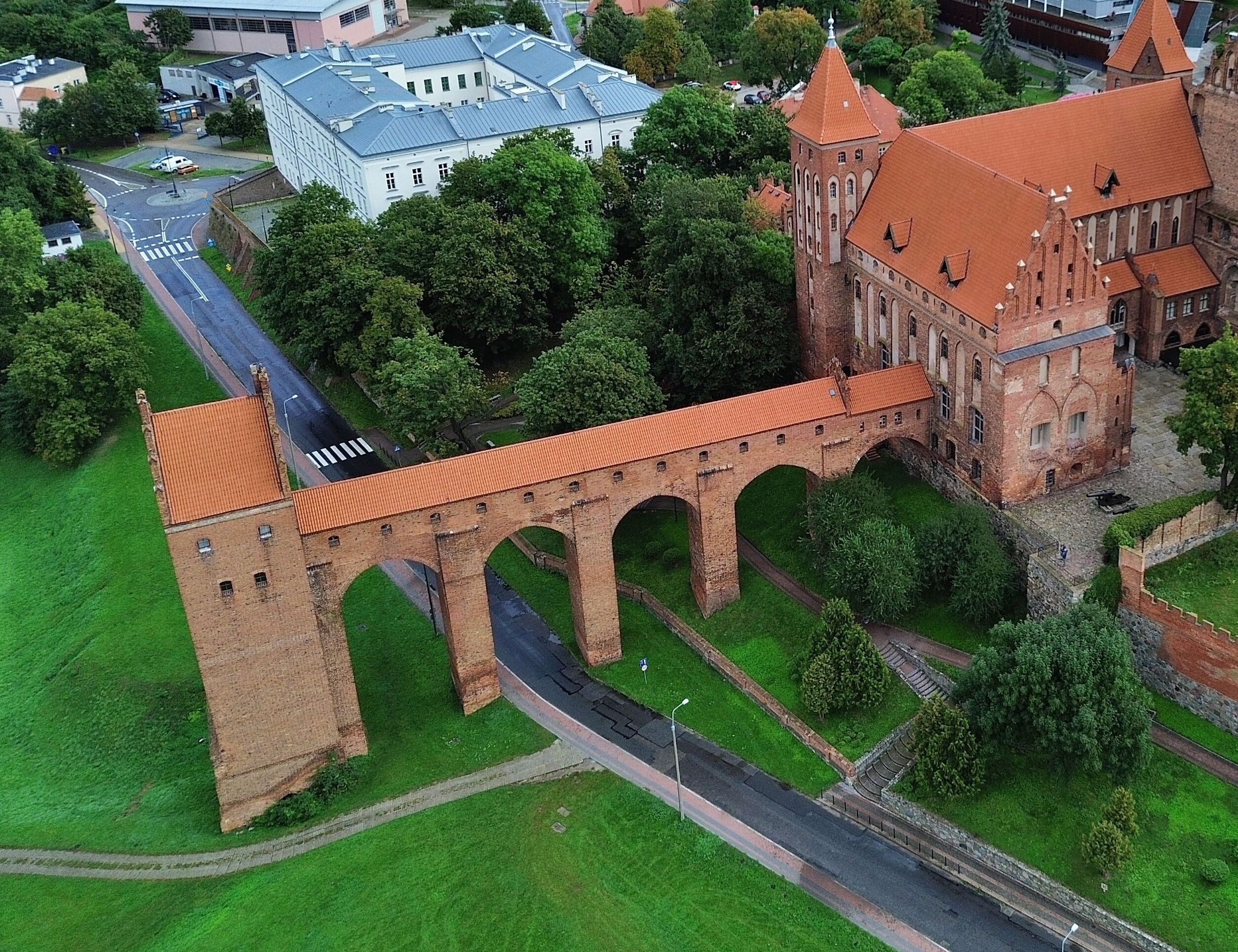
Dansker

In 1233 bouwde de geestelijke ridderorde genaamd Duitse Orde een burcht op de plaats waar de Pruzzen al eerder een vesting hadden aangelegd. Aan de, met de Orde verbonden, bisschop van Pomesanië werd deze burcht in 1254 als residentie geschonken. Nadat de Pruzzen in 1284 definitief onderworpen waren, volgde de bouw van een domkerk, evenals een stadsaanleg. Deze stad sloot zich in 1440 aan bij de oppositie tegen de Orde in de zogenaamde Pruisische Bond die steun kreeg van de Poolse koning. De strijd die daaruit volgde leidde in 1466 tot de Tweede Vrede van Thorn waarin de Orde meer dan de helft van zijn bezit (West-Pruisen) aan Polen moet afstaan. Marienwerder bleef daarbij in handen van de Orde, als een tot aan de Weichsel reikende exclave tussen gebieden die bij de vrede aan Polen waren gekomen: de stad Elbing (Elblag, die overigens zijn autonomie binnen het Poolse koninkrijk behield, en Marienburg (Malbork, de residentie van de Orde, die nu een Pools koninklijke burcht werd. Strategisch was Marienwerder daarmee geografisch van belang geworden maar verdere economische ontwikkeling bleef uit; in 1570 woonden er niet meer dan 700 mensen. De stad was nu deel van het aan de Orde gelaten restgebied genaamd Oost-Pruisen. In 1525 voerde dat de lutherse hervorming in en daarbij  seculariseerde het zich als hertogdom Pruisen. In Marienwerder werd een Latijnse school gesticht die voor heel Oost-Pruisen van belang zou worden. De burcht werd gedeeltelijk afgebroken en het restant ingericht voor het openbaar bestuur ten behoeve van het gelijknamige district. Langzaam groeide de stad weer, hoewel in bescheiden mate: in 1780 telde ze 3.000 inwoners, welk aantal in 1850 verdubbeld zou zijn. Inmiddels was de stad in 1818 overgeheveld van Oost-Pruisen naar een nieuwgevormde provincie West-Pruisen, voornamelijk bestaand uit het gebied dat in 1772 door Pruisen van Polen geannexeerd was, of anders gezegd sinds 1466 weer met Pruisen was verenigd. Deze provincie werd onderverdeeld in een noordelijk 'Regierungsbezirk Danzig' en een zuidelijk 'Regierungsbezirk Marienwerder' en dat impliceerde dat de stad in dat laatste 'Bezirk' een belangrijke bestuursfunctie kreeg. Openbare instellingen waaronder een  gerechtshof werden geïnstalleerd en in 1910 had opnieuw sinds 1850 een verdubbeling van het inwonertal plaatsgevonden tot 12.000.
In 1919, bij de Vrede van Versailles, werd het 'Regierungsbezirk Marienwerder' aan het nieuw opgerichte Polen toebedeeld, althans voor zover het bewesten de Weichsel was gelegen, omdat driekwart van de bevolking daar Pools sprak. Beoosten de Weichsel (Wisla) bleven de districten Marienwerder, Marienburg (Malbork), en Elbing (Elblag) bij Duitsland om eenzelfde reden want hier woonde een zeer overwegend Duitstalige bevolking. Deze drie restanten van het vroegere West-Pruisen werden nu toegevoegd aan de provincie Oost-Pruisen. Een volksstemming moest dat nog bevestigen: ruim 92% van de bevolking van het district Mariënwerder gaf in 1921 te kennen bij Duitsland te willen blijven. Sindsdien groeide de bevolking door tot 20.000, vlak voor de uitbraak van de Tweede Wereldoorlog. In januari 1945 naderde het Sovjet-leger de stad en begon de evacuatie waarbij een deel van bevolking wegkwam en een ander deel in handen van de soldaten viel, die de stad in brand staken en plunderden. De rest werd geïnterneerd en na verloop van tijd gedeporteerd naar Duitsland (zie Verdrijving van Duitsers na de Tweede Wereldoorlog). Een jaar na de oorlog begon de afbraak van het restant van de binnenstad die ten doel had om bouwmateriaal voor de heropbouw van Warschau te winnen. De overgebleven inwoners werden uitgewezen en vervangen door Poolse nieuwkomers. Sindsdien heet de stad ‘Kwidzyn’ wat verwijst naar een Pruzzische of vroeg-Slavische topografische benaming voor de vegetatie op de rivieroever ter plaatse.

## Verkeer en vervoer

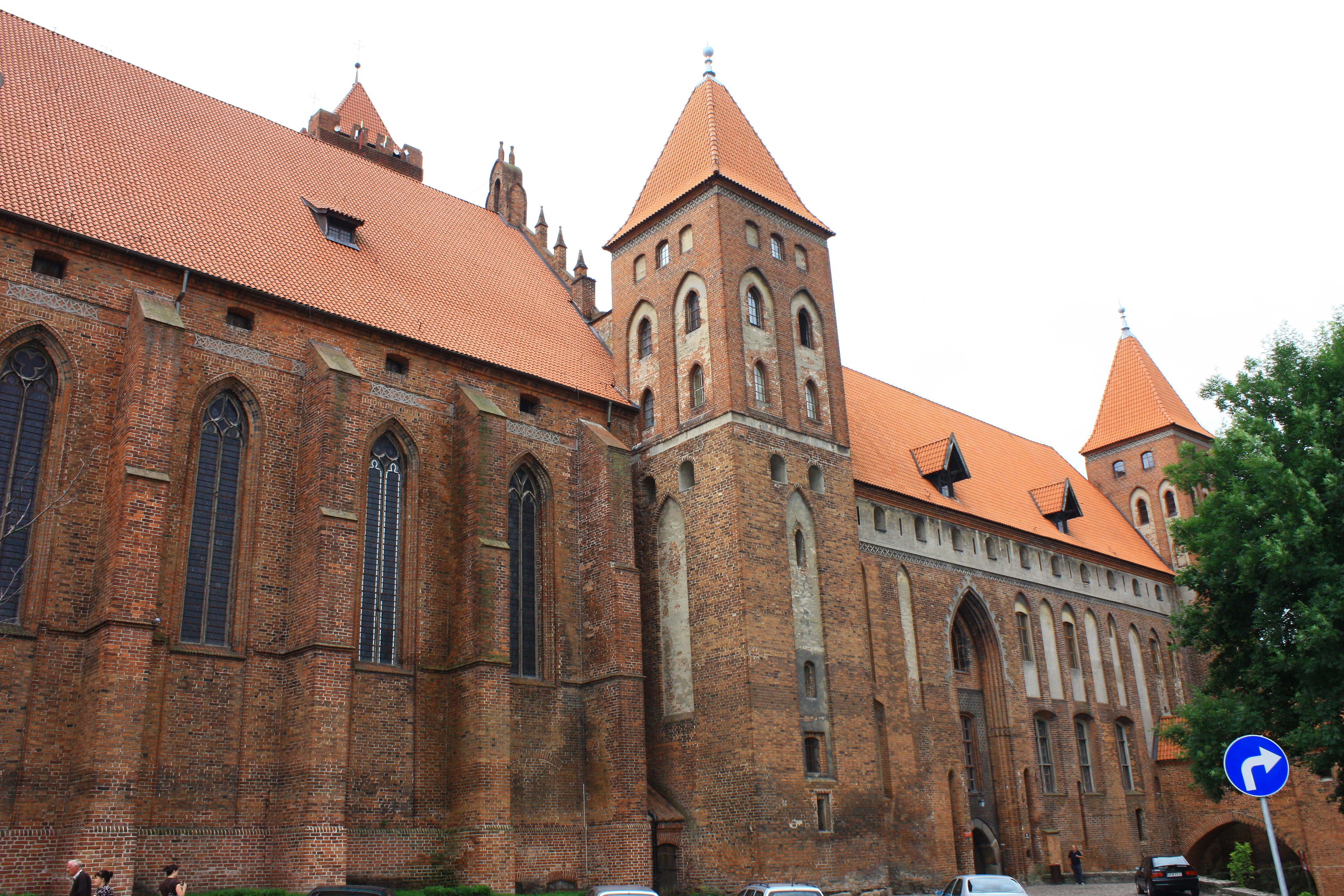
Burcht en domkerk

- Station Kwidzyn

## Geboren in Marienwerder-Kwidzyn
- Johannes Marienwerder (1343-1417), hoogleraar theologie aan de universiteit van Praag, bestrijder van hervormingsbewegingen
- Hans Adolf Erdmann von Auerswald (1792-1848), Pruisisch generaal
- Rudolf von Auerswald (1795-1866), Pruisisch minister-president, voorstander van grondwetsliberalisering
- Hermann von Dechend (1814-1890), eerste president van de ‘Reichsbank’, lid van het ‘Herrenhaus’
- Rudolf Peter Henrich Heidenhain (1834-1897) van joodse afstamming, werd na bekering tot het lutheranisme hoogleraar fysiologie en histologie aan de Friedrich-Wilhelms-Universität Breslau
- Kurt Rosenfeld (1877-1943), sociaaldemocratisch leider en voorstander van samenwerking met de communisten, vluchtte in 1933 naar Frankrijk
- Robert Witthöft-Emden (1886-1960), admiraal in de ‘Kriegsmarine’ aan de Italiaanse kust
- Kurt-Jürgen von Lützow (1892-1961), generaal aan het oostfront, van 1944 tot 1956 in Sovjet-krijgsgevangenschap
- Ida Siekmann (1902-1961), was het eerste slachtoffer aan de Berlijnse muur; zij overleed bij de sprong uit haar woning op de derde verdieping van de Bernauer Straße
- Marek Szulen (1975-), Poolse componist van elektronische muziek

Stadsdistricten:
Gdańsk · Gdynia · Słupsk · Sopot

Districten:
Bytów · Chojnice · Człuchów · Gdańsk · Kartuzy · Kościerzyna · Kwidzyn · Lębork · Malbork · Nowy Dwór Gdański · Puck · Słupsk · Starogard · Sztum · Tczew · Wejherowo

Grootste steden:
Chojnice · Gdańsk · Gdynia · Kwidzyn · Lębork · Malbork · Rumia · Słupsk · Sopot · Starogard Gdański · Tczew · Wejherowo